# Корнеевка (Полтавская область)
Корнеевка (укр. Корніївка) — село,
Берёзовский сельский совет,
Гребёнковский район,
Полтавская область,
Украина.
Код КОАТУУ — 5320880802. Население по переписи 2001 года составляло 545 человек.
Село указано на подробной карте Российской Империи и близлежащих заграничных владений 1816 года.
Приписано к Георгиевской церкви в Городище чьи документы есть в Полтавском областном архиве.

## Географическое положение
Село Корнеевка находится на левом берегу реки Гнилая Оржица,
выше по течению на расстоянии в 0,5 км расположен город Гребёнка,
ниже по течению на расстоянии в 1 км расположено село Берёзовка,
на противоположном берегу — сёла Загребелье, Гулаковка и Покровщина.

## Экономика
- Производственный комплекс «Виндэлектрик».

## Объекты социальной сферы
- Детский сад.

## Достопримечательности
- Братская могила советских воинов.